# Eucalastacus
Eucalastacus is een geslacht van kreeftachtigen uit de klasse van de Malacostraca (hogere kreeftachtigen).

## Soort
- Eucalastacus torbeni Sakai, 1992